# Езник Кохбаци
Езни́к Кохбаци́ (арм. Եզնիկ Կողբացի) — армянский богослов и философ, один из основоположников древнеармянского литературного языка, один из отцов Армянской Церкви.

## Биография

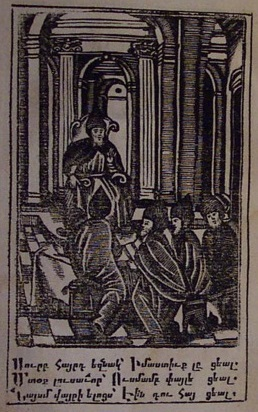
Кохбаци в окружении учеников, обложка первого издания, 1762 год

Родился между 374—380 годами в области Тайк. Один из первых учеников Маштоца. Учился в Эдессе, куда был отправлен в 427 году для совершенствования в сирийском и греческом языках, переводе книг. В 430 году побывал в Византии, где был принят архиепископом Максимианом. В 434 году через несколько лет после Ефесского Собора он возвращается на родину вместе с принятыми на нем канонами и под руководством католикоса Саака Партева исправляет перевод Библии, занимается дальнейшей переводческой деятельностью. Согласно историку конца V века Лазару Парпеци принимал участие в Арташатском Соборе в 449 году в качестве епископа Багреванда.

## Труды

### «Опровержение лжеучений»
Езник Кохбаци является автором знаменитой книги «Опровержение лжеучений» состоящей из четырёх частей. В ней он опровергает зороастрийскую религию, выступает против дуалистического зороастрийского понимания добра и зла как двух субстанциальных начал всего существующего, против персидской религии зороастризма, против политеизма, стоического пантеизма, атеизма Эпикура и др., против гностического дуализма (вечное существование материи наряду с Богом), против ереси Маркиона и т. д. Книга была написана между 441 и 449 годами. Считается одним из шедевров древнеармянской литературы и древнейшим из дошедших до нас памятников армянской философской мысли.
Древнейший список относится к 1280 году. Текст «Опровержение лжеучений» впервые издан в 1762 году в Измире.

### Другие произведения
- Вопрошения Арцана Арцруни и ответы Езника Кохбаци[1]
- Трактат о мироздании[1]

## Память
Именем Езника Кохбаци названа улица в Ереване.